# Тригант Бъроу
Тригант Бъроу (на английски: Trigant Burrow) е американски психоаналитик, психиатър, психолог и заедно с Джоузеф Прат и Пол Шилдер, основател на груповата анализа. Той измисля концепцията за невродинамиката.

## Биография
Роден е на 7 септември 1875 година в Норфолк, САЩ. Докато работи в Нюйоркския щатски психиатричен институт има възможността да гледа театрални представления, по време на които е представен на двама европейски лекари, които са били на лекторска обиколка в САЩ: Зигмунд Фройд и Карл Юнг. Същата година Бъроу пътува със семейството си до Цюрих, за да започне едногодишна анализа при Юнг. След завръщането си в САЩ, той практикува като психоаналитик в Балтимор до 1926 г.
Американската психологическа асоциация е създадена през 1911, а той е неин президент между 1924 и 1925 г.
Умира на 24 май 1950 година в Уестпорт на 74-годишна възраст.

## Важни публикации
- The Social Basis of Consciousness, London 1927
- The Structure of Insanity
- The Biology of Human Conflict, New York 1937
- The Neurosis of Man, London 1949
- Science and Man's Behavior, New York 1953
- Preconscious Foundations of Human Experiences, New York, London 1964
- Das Fundament der Gruppenanalyse oder die Analyse der Reaktionen von normalen und neurotischen Menschen, Lucifer-Amor: 21. 104 – 113